# Lyon Olympique Universitaire

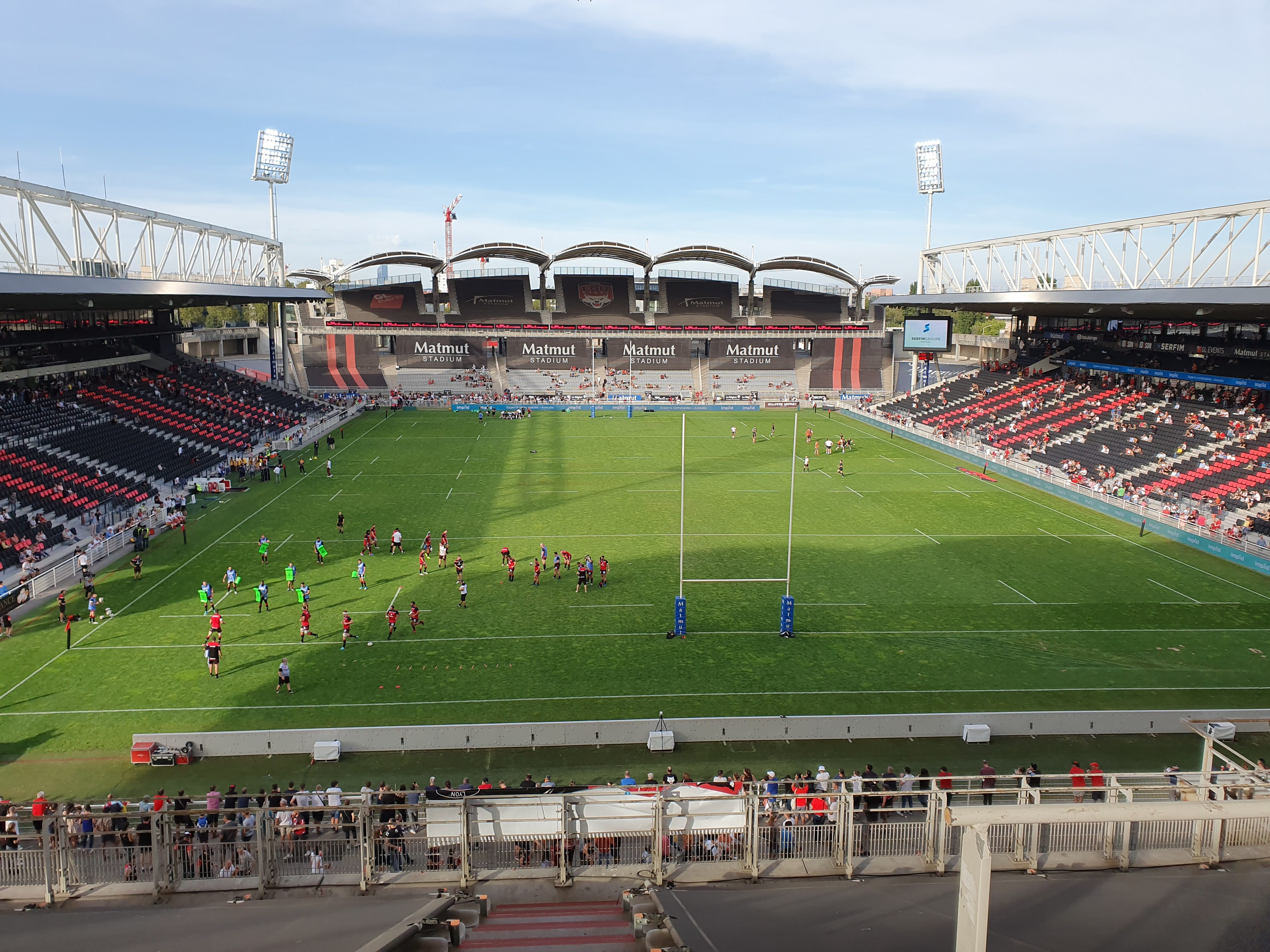

Lyon Olympique Universitaire (kurz Lyon OU) ist ein polysportiver Verein aus der französischen Stadt Lyon. Er besteht aus 13 Abteilungen, wobei Rugby Union mit Abstand die bedeutendste und erfolgreichste ist. Die Rugbymannschaft spielt in der höchsten Liga Top 14 und trägt ihre Heimspiele im Matmut Stadium Gerland aus. Lyon OU wurde in den 1930er Jahren zwei Mal französischer Meister.
In den 1940er Jahren waren auch die Fußballer im professionellen Bereich vertreten, und zwar 1942/43 und 1944/45 in der Division 1 Sud, 1945/46 in der wieder eingleisigen ersten Liga und von 1946 bis 1950 in der Division 2.

## Geschichte
Lyon OU ist einer der ältesten Sportvereine Frankreichs und gehört zu den ersten, die außerhalb von Paris eine Rugby-Abteilung gründeten. Der Verein hieß ursprünglich Racing Club und entstand 1896 aus der Fusion des Racing Club de Vaise und des Rugby Club de Lyon. Er änderte 1902 seinen Namen in Racing et Cercles Réunis, nachdem mehrere andere Sportvereine sich angeschlossen hatten. Wenige Monate später wurde der Verein in Lyon Olympique umbenannt und schließlich 1910 in Lyon Olympique Universitaire. 1934 schloss sich die Rugbyabteilung des Lokalrivalen FC Lyon an LOU an.
Die Rugby-Mannschaft feierte ihre größten Erfolge zu Beginn der 1930er Jahre. Sie erreichte 1931 erstmals das Meisterschaftsfinale, in dem sie aber RC Toulon unterlag. 1932 gewann Lyon OU das Endspiel gegen RC Narbonne für sich und wiederholte diesen Erfolg im darauf folgenden Jahr gegen die gleiche Mannschaft. Dazu kam 1933 der Gesamtsieg in der prestigeträchtigen Challenge Yves du Manoir.
Lyon OU Rugby rutschte nach diesen Erfolgen ins Mittelfeld ab, erreichte aber viermal das Halbfinale der Meisterschaft (1937, 1949, 1951, 1959). Am 24. Juni 1945 verpasste die Fußballabteilung die Chance auf den Titelgewinn, als sie im ersten Final des Championnat de France des befreiten Frankreichs nach dem Zweiten Weltkrieg im Stade Yves-du-Manoir im Pariser Vorort Colombes 0:4 gegen den FC Rouen verlor.
Im Mai 1950 führten starke Meinungsverschiedenheiten zwischen den Fußball- und Rugbyabteilungen des Lyon OU zu einer Spaltung zwischen diesen beiden Abteilungen. Die erste Versammlung zur Gründung des neuen Vereins Olympique Lyon fand am 19. Mai 1950 in der Brasserie de la République statt, um am 23. Mai aus dem Café Neuf, einer Eisdiele am Rande des Place Bellecour, offiziell bekannt gegeben zu werden. Lyon OU gründet eine neue Fußballabteilung innerhalb des Vereins, wodurch ein neuer Verein mit einer neuen FFF-Mitgliedsnummer entstand, der bis heute besteht.
Die Rugby-Mannschaft von Lyon OU verblieb während mehreren Jahrzehnten in den Amateurligen. Lyon OU schaffte 2002 den Aufstieg in die zweite Profiliga. 2011 gelang der Aufstieg in die höchste Liga Top 14, doch nach nur einer Saison musste die Mannschaft wieder absteigen. 2014 gelang der Wiederaufstieg in die Top 14.

## Erfolge im Rugby
- Meister: 1932, 1933
- Meisterschaftsfinalist: 1931
- Sieger Challenge Yves du Manoir: 1933
- 2. Platz Challenge Yves du Manoir: 1932
- Meister 2. Division: 1989, 1992
- Meister Pro D2: 2011, 2014, 2016
- Amateurmeister Fédérale 1: 2002

## Meisterschaftsfinalspiele von Lyon OU
| Datum        | Meister   | 2. Finalist | Ergebnis | Ort                    | Zuschauer |
| ------------ | --------- | ----------- | -------- | ---------------------- | --------- |
| 10. Mai 1931 | RC Toulon | Lyon OU     | 6:3      | Parc Lescure, Bordeaux | 10.000    |
| 5. Mai 1932  | Lyon OU   | RC Narbonne | 9:3      | Parc Lescure, Bordeaux | 13.000    |
| 7. Mai 1933  | Lyon OU   | RC Narbonne | 10:3     | Parc Lescure, Bordeaux | 15.000    |

## Spieler

### Aktueller Kader
Der Kader für die Saison 2019/2020:

### Bekannte ehemalige Spieler
- Delon Armitage
- Lionel Beauxis
- Huw Bennett
- Julien Bonnaire
- Bob Burgess
- Sébastien Chabal
- Hosea Gear
- Ricky Januarie
- Sisa Koyamaibole
- Chris Laidlaw
- Juan Manuel Leguizamón
- Alexandru Manta
- Frédéric Michalak
- Napolioni Nalaga
- Lionel Nallet
- George Smith
- Nicolás Vergallo